# Liste der Listen von Trägerraketenstarts
Die Liste der Listen von Trägerraketenstarts umfasst alle Listen von Starts von orbitalen Trägerraketen, das heißt von Raketen, die Nutzlasten in eine Erdumlaufbahn bringen können.

## Listen nach Jahr
1950, 1951, 1952, 1953, 1954, 1955, 1956, 1957, 1958, 1959

1960, 1961, 1962, 1963, 1964, 1965, 1966, 1967, 1968, 1969

1970, 1971, 1972, 1973, 1974, 1975, 1976, 1977, 1978, 1979

1980, 1981, 1982, 1983, 1984, 1985, 1986, 1987, 1988, 1989

1990, 1991, 1992, 1993, 1994, 1995, 1996, 1997, 1998, 1999

2000, 2001, 2002, 2003, 2004, 2005, 2006, 2007, 2008, 2009

2010, 2011, 2012, 2013, 2014, 2015, 2016, 2017, 2018, 2019

2020, 2021, 2022, 2023, 2024, 2025, geplant

## Listen nach Raketenmodell

### Noch nicht geflogene Raketen
- RFA One

### Raketen in Erprobung
Diese Raketen haben bislang nur Testflüge absolviert, ohne eine Erdumlaufbahn zu erreichen. Die Übersicht ist vollständig – es sind Startlisten für alle bereits getesteten Orbitalraketen vorhanden.
- Eris
- Kairos
- nordkoreanische Kerolox‑Rakete
- Soldschanah
- Spectrum
- Starship

### Aktive Raketen
Diese Raketen sind bereits geflogen, und es gibt keine Hinweise darauf, dass sie vom Markt genommen wurden. Die Übersicht ist vollständig – es sind Startlisten für alle im Einsatz stehenden orbitalen Trägerraketen vorhanden.
- Angara
- Ariane 6
- Atlas V
- Ceres-1
- Chollima-1
- Electron
- Epsilon
- Falcon 9
- Falcon Heavy
- Firefly Alpha
- Ghaem 100
- Ghased
- GSLV
- H3
- Hyperbola
- Jielong-1
- Jielong-3
- Kuaizhou
- Langer Marsch 2
- Langer Marsch 3
- Langer Marsch 4
- Langer Marsch 5
- Langer Marsch 6
- Langer Marsch 7
- Langer Marsch 8
- Langer Marsch 11
- Langer Marsch 12
- Lijian-1 (Kinetica-1)
- LVM3
- Minotaur
- Minotaur-C (Taurus)
- New Glenn
- Nuri (KSLV II)
- Pegasus
- Proton
- PSLV
- Shavit
- Simorgh
- SLS
- Sojus
- SSLV
- südkoreanische Feststoffrakete
- Tianlong-2
- Vega
- Vulcan
- Yinli-1
- Zhuque 2

### Inaktive und ausgemusterte Raketen
Diese Raketen sind ausgemustert, können aus anderen Gründen nicht mehr gebucht werden oder sind seit mindestens zehn Jahren nicht mehr gestartet.
- Antares
- Ares
- Ariane 1
- Ariane 2
- Ariane 3
- Ariane 4
- Ariane 5
- ASLV
- Athena
- Atlas
- Black Arrow
- Delta II
- Delta IV
- Diamant
- Dnepr
- Energija
- Falcon 1
- Feng Bao 1
- H-I
- H-II
- Juno I
- Juno II
- Kaituozhe-1
- Kaituozhe-2
- Langer Marsch 1
- LauncherOne
- Molnija
- Mu (My)
- N1
- Naro (KSLV I)
- OS-M
- Pilot
- Rocket 3
- Rockot
- RS1
- Safir
- Saturn
- Schtil
- Scout
- SLV
- Space-Shuttle-System
- SS-520
- Start
- Strela
- Terran 1
- Titan IV
- Unha-3
- Vanguard
- Wolna
- Zenit
- Zhuque 1

## Listen nach Raketenstufe
In Verwendung:
- Fregat
- Wolga

Ausgemustert:
- Agena
- Gemini Agena Target Vehicle (GATV)
- Inertial Upper Stage (IUS)

## Listen nach Start- oder Landeplatz
Die Abkürzung SLC stehrt für Space Launch Complex, LC für Launch Complex. Bei aktiven Startplätzen sind die Raketentypen angegeben, bei geplanten Nutzungen die Raketentypen in Kursivschrift. Aufgeführt sind nur diejenigen Plätze, von denen Orbitalraketen gestartet sind oder starten sollen.

### Startplätze in den USA
Cape Canaveral Space Force Station
- LC-5
- LC-12
- SLC-13  (Daytona, Dauntless)
- SLC-14  (Nova)
- SLC-15
- SLC-16  (Terran R)
- SLC-17
- LC-18
- LC-19
- SLC-20
- SLC-26
- SLC-34
- LC-36  (New Glenn)
- SLC-37 (Starship)
- SLC-40  (Falcon 9)
- SLC-41  (Atlas V, Vulcan)
- SLC-46  (Minotaur, Rocket 4)

Vandenberg Space Force Base
- SLC-1
- SLC-2  (Firefly Alpha)
- SLC-3  (Vulcan)
- SLC-4  (Falcon 9)
- SLC-5
- SLC-6  (Falcon 9, Falcon Heavy)
- SLC-8  (Minotaur)
- SLC-10
- LC-576E  (Minotaur-C)

Kennedy Space Center
- LC-39  (Falcon 9, Falcon Heavy, SLS, Starship)

Sonstige
- Mid-Atlantic Regional Spaceport  (Minotaur, Antares, Electron, Neutron, Firefly Alpha, MLV)
- Pacific Spaceport Complex – Alaska  (Minotaur, Rocket 4)
- Starbase  (Starship)

### Startplätze in Russland
- Kosmodrom Jasny
- Kosmodrom Swobodny
- Kosmodrom Wostotschny  (Sojus, Angara)

### Sonstige Startplätze
- Sea Launch

### Landeplätze
- Cape Canaveral LZ-1 und -2  (Falcon 9, Falcon Heavy)
- Vandenberg Space Force Base LZ-4  (Falcon 9)
- schwimmende Plattformen  (Falcon 9)

## Listen nach Flugziel

### Astronomische Objekte
- Körper im Sonnensystem
- Sonne
- Merkur
- Venus
- Mond
- Mars
- Äußeres Sonnensystem
- Kometen und Asteroiden

### Raumstationen
- Chinesische Raumstation (CSS): bemannte und unbemannte Flüge
- Internationalen Raumstation (ISS): bemannte Flüge, Expeditionen, unbemannte Flüge
- Mir: bemannte Flüge
- Saljut 6: bemannte Flüge, Expeditionen
- Saljut 7: bemannte Flüge
- Skylab: bemannte Flüge
- Tiangong 1: bemannte und unbemannte Flüge

## Listen nach Art der Nutzlast

### Satelliten

#### Satelliten nachBus
- Boeing 702
- GeoStar
- Eurostar 3000
- MEV
- SmallGEO
- Spacebus-Neo

#### Satelliten nach Typ oder Zweck
- Erdbeobachtungssatelliten
- geostationäre Satelliten
- Navigationssatelliten
- Röntgen- und Gammasatelliten
- Weltraumbestattungen

#### Satelliten nach Staat
- erste Satelliten nach Staat
- deutsche Satelliten
- staatliche brasilianische Satelliten
- staatliche kanadische Satelliten
- staatliche nigerianische Satelliten

#### Satelliten nach Programm
- 425-Projekt
- AEHF
- Aist
- AMC
- Anik
- Arabsat/BADR
- Ariel
- Arktika-M
- Asiasat
- Bars
- Beesat
- Beidou
- BGAN
- Bion
- Biosatellite
- BlackSky Global
- Brite
- Cartosat
- Cosmo
- CSO
- DigitalGlobe
- DirecTV
- Discoverer
- DMC
- DSP
- Dong Fang Hong
- DSCS
- D-Star One
- Earth Explorer
- Echostar
- ECS
- EKS
- Elektro
- EOS
- Eutelsat
- Explorer
- Express
- Fengyun
- Flock
- FLTSatcom
- Formosat
- Galaxy
- Galileo
- Gaofen
- GaoJing-1
- Garpun
- Garuda
- Geo-IK
- Glonass
- GPS
- GRAB
- GSAT
- Helios
- Hispasat
- HJ-1
- Hylas
- IGS
- IRS
- Inmarsat
- Insat
- Intelsat
- Iridium Next
- Jamal
- Jilin-1
- Kanopus-V
- Kosmos
- Lacrosse
- Landsat
- Leasat
- LES
- Lotos
- Lutsch
- Magnum
- Mercury
- Meridian
- Meteor
- Milstar
- MUOS
- Landsat
- NROL
- Nimbus
- NOAA
- NSS
- Ofeq
- OGO
- OneWeb
- Optus
- Orion
- Ororatech
- Oscar
- Palapa
- PanAmSat
- Parus
- Persona
- Poppy
- Prognos
- Projekt Kuiper
- Proton
- Qianfan
- Radio Sputnik
- Raduga
- Resurs
- Rorsat
- Rubin
- Satmex
- SBIRS-Geo
- SES
- Sfera
- Shijian-6
- Skynet 5
- SkySat
- Spacebee
- SPRN-2 Prognos
- Starlink
- STP
- Syncom
- TDRS
- TechEdSat
- Telesat
- Telstar
- Thaicom
- Thuraya
- Timation
- Tiros
- TJS
- Transit
- Trumpet
- Tubsat
- Türksat
- UFO
- VesselSat
- Yaogan Weixing
- WGS
- XM

### Raumsonden
- Raumsonden
- Erkundung des Weltraums (einschließlich Weltraumteleskopen und einiger bemannter Flüge)
- Discovery-Programm
- Pioneer

### Unbemannte Raumschiffe
- ATV
- Cargo Dragon 2
- Cygnus
- Dragon 1
- Dream Chaser
- Foton
- HTV
- Nyx
- Progress
- Tianzhou
- X-37

### Bemannte Raumschiffe
- bemannte Raumflüge
- orbitale Weltraumtouristen

- Apollo
- Crew Dragon
- CST-100 Starliner
- Gemini
- Mercury
- Orion
- Shenzhou
- Sojus
- Space Shuttle

## Listen nach Projekt
- ELaNa – akademische Cubesat-Starts seit 2011
- SpaceX-Starts mit Auffangversuch der Nutzlastverkleidung von 2017 bis 2021
- Transporter und Bandwagon – Rideshare-Missionen seit 2021
- Artemis-Programm – Flüge zum Mond seit 2022
- Polaris-Programm – bemannte Privatflüge seit 2024